# Bredåker (Boden)
Bredåker is een dorp (småort) binnen de Zweedse gemeente Boden. Het dorp bestaat uit twee kernen aan weerszijden van de Lule, vandaar dat het Zweedse bureau voor de Statistieken het in tweeën heeft gedeeld:
- Norra Bredåker met 137 inwoners op 38 hectare en
- Södra Bredåker met 195 inwoners op 57 hectare.

Tussen beide kernen ligt een brug over de rivier. Tot "Groot Bredåcker" met ongeveer 680 inwoners worden gerekend de veel kleinere dorpjes Övre Bredåker, Nedre Bredåker, Kusträsk, Långsjön, Lövbacken, Åkerby, Österby, Lillavan, Bygget, Djupdal, Valsundet en Slyträsk. Alles ongeveer 22 kilometer ten noordwesten van Boden
Bestuurscentrum: Boden (tätort)
Tätort: Bodträskfors · Gunnarsbyn · Harads · Sävast · Unbyn · Vittjärv
Småort: Åbergstorp · Brännberg · Bredåker · Buddbyn · Degerbäcken · Lakaträsk · Österåker · Överstbyn · Skogså · Sörbyn · Svartbjörnsbyn · Svartlå
Overig: Abramsån · Åkerholmen · Aldernäs · Alträsk · Åskogen · Brobyn · Flarken · Forsnäs · Forsträskhed · Gemträsk · Gransjö · Heden · Hundsjö · Inbyn · Lassbyn · Lombäcken · Mjedsjön · Mockträsk · Nedre Flåsjön · Norra Svartbyn · Norriån · Notträsk · Övre Flåsjön · Råbäcken · Rågraven · Rasmyran · Rödingsträsk · Rörån · Sandträsk · Skogså · Storsand · Svartbäcken · Södra Harads · Valvträsk · Vändträsk · Vibbyn
Wijk Boden: Södra Svartbyn en Trångfors